# Субраманьям Джайшанкар
Субраманьям Джайшанкар (англ. Subrahmanyam Jaishankar; род. 9 января 1955, Нью-Дели, Индия) — индийский дипломат и политик, министр иностранных дел Индии с 2019 года.

## Биография

### Ранние годы
Джайшанкар родился в Дели в семье Кришнасвами Субраманьяма — чиновника и аналитика по стратегическим вопросам, происходившего из Тамилнаду. Его младший брат Санджай Субраманьям (род. в 1961) — профессор, специалист по истории Индии раннего Нового времени. С. Джайшанкар изучал политологию в Делийском университете, получил докторскую степень в Университете Джавахарлала Неру, специализировался на вопросах ядерной безопасности.

### Дипломатическая карьера
В 1977 году Джайшанкар поступил на службу в министерство иностранных дел, в 1979—1981 годах находился на службе в индийском посольстве в Москве. Затем работал первым секретарём посольства Индии в США (1985—1988), первым секретарём посольства Индии в Шри-Ланке (1988—1990), торговым атташе индийского посольства в Румынии (1990—1993). По возвращении в Индию работал директором департамента Восточной Европы МИД, пресс-секретарём президента Ш. Д. Шармы. Посол Индии в Чешской республике (2000—2004) и в Сингапуре (2007—2009). В 2009—2013 годах был послом Индии в КНР, а в 2013—2015 годах — в США.

### Политическая карьера
С января 2015 года — первый заместитель министра иностранных дел в правительстве Нарендры Моди. В 2019 году избран в верхнюю палату индийского парламента от Бхаратия джаната парти, представляет штат Гуджарат. 30 мая 2019 года сменил Сушму Сварадж в должности министра иностранных дел.

## Личная жизнь
Жена — Кёко Джайшанкар, уроженка Японии. Трое детей — сыновья Дхрува и Арджун, дочь Мехта. Владеет английским, хинди, тамильским, японским, русским и венгерским языками.